# Hellyette Bess
Pour les articles homonymes, voir Bess.
Hellyette Bess (parfois « Helyette »), née le 16 décembre 1930 dans le 19e arrondissement de Paris, est une militante anarchiste française, membre de la Fédération anarchiste et permanente au Monde libertaire, puis membre du groupe terroriste Action directe,,. Elle est désormais proche des mouvements autonomes, et libertaire,.

## Biographie

### Enfance et formation
Hellyette Bess est issue d'une famille juive de trois enfants. Ses parents, nés en Algérie tout comme son frère et sa sœur, sont représentants en livres. Son père diffuse notamment La Belle France. Enfant, elle est pensionnaire au lycée Victor Duruy. Elle lit beaucoup, des livres et des journaux, et est marquée notamment par les poèmes d'Aragon.
En 1939, elle commence à faire du scoutisme, dans une section israélite de la Fédération Française des Eclaireuses. Juif et résistant, son père est arrêté en décembre 1941, et envoyé en déportation, dont il ne reviendra pas. Le reste de la famille quitte immédiatement Paris pour Grenoble. Son frère et sa sœur y sont résistants, tandis que pour ne pas se déclarer juive, elle devient « éclaireuse laïque », dans une section neutre de la Fédération française des éclaireuses,. Le père d'une amie éclaireuse, lui-même communiste, lui fait découvrir Bakounine et l'anarchisme.
À la fin de la guerre, la famille rentre à Paris. Elle devient cheftaine pour des louveteaux, puis, une fois adulte, fait partie pendant vingt ans du Mouvement indépendant des auberges de jeunesse, un mouvement d'inspiration libertaire fondé en 1951 et indépendant de la Fédération unie des auberges de jeunesse. Elle rencontre pendant cette période de nombreux anarchistes et libertaires, notamment May Piqueray, Aristide Lapeyre, André Prudhommeaux ou Charles-Auguste Bontemps.

### Engagements anarchistes
En 1950, elle s'engage à la Fédération anarchiste, puis au moment de la scission vers la Fédération communiste libertaire, préfère créer avec René Darras (?-1978) les Jeunes libertaires, un « groupe vivant dans l'esprit communautaire, où le travail, l'engagement, l'argent étaient communs » avec plusieurs implantations en France,. Ce groupe est notamment à l'origine de l'utilisation du A cerclé comme symbole anarchiste. À cette période, Hellyette Bess tisse des liens avec des groupes anarchistes d'autres pays, et participe à des actions de solidarité avec des anti-franquistes et des réfractaires à la guerre d'Algérie ou à la guerre du Vietnam.
A cette même période, elle interrompt une grossesse grâce à Aristide Lapeyre, qui lui apprend à pratiquer à son tour des avortements. Alors que cela est toujours un crime au titre de la loi de 1920, elle en pratique pendant vingt ans, jusqu'à la création du Mouvement pour la liberté de l'avortement et de la contraception. Dans Le Monde libertaire, périodique auquel elle contribue, elle écrit plusieurs articles sur l'avortement, qu'elle qualifie d'« illégalisme au féminin » et d'« objection de conscience de la femme ».
En 1967, elle crée, avec les Jeunes libertaires, le Groupe libertaire d’action spontanée (GLAS) qui devient membre de la Fédération anarchiste. Secrétaire puis préparatrice en pharmacie, elle quitte son emploi au moment de Mai 68, et devient responsable de la librairie Publico de la Fédération anarchiste. En 1971, elle quitte l'organisation et participe à l'éphémère Coordination anarchiste, une « tentative pour fédérer toutes les sensibilités du mouvement libertaire et les révolutionnaires anti-autoritaires ».
En 1973, elle fonde avec son compagnon René Darras la librairie anarchiste Le Jargon libre. Fil rouge de sa vie, ce lieu est initialement implanté au 6 rue de la Reine-Blanche à Paris, et devient un lieu de rencontre de la gauche libertaire et, plus tard, des sympathisants d'Action directe.
En 1974, elle y rencontre Jean-Marc Rouillan, avec qui elle noue une amitié durable. Par son intermédiaire, elle se rapproche des Groupes d'action révolutionnaires internationalistes. Elle participe au soutien aux emprisonnés de ce collectif, notamment Floréal Cuadrado, Raymond Delgado et Jean-Marc Rouillan.

### Membre d'Action directe
Le 1er mai 1979, Action directe réalise sa première action violente, avec le mitraillage de la façade du Conseil national du patronat français. Le 11 août 1979, Hellyette Bess est interpellée pour escroquerie par chèques, et est incarcérée pendant trois mois. Le 28 août 1979, un groupe comprenant Floréal Cuadrado et Raymond Delgado braque la perception de Condé-sur-l'Escaut, et emporte 16 millions de francs. Hellyette Bess s'implique là-aussi dans le soutien aux inculpés, et d'après Gilles Ménage, aurait pris en charge la gestion du butin pour le financement ultérieur d'Action directe.
Hellyette Bess rejoint plus clairement Action directe aux alentours de 1981. Alors que Jean-Marc Rouillan et Nathalie Ménigon sont emprisonnés depuis septembre 1980 et que le groupe a annoncé en décembre 1980 la suspension de ses actions le temps de l'élection présidentielle, elle crée et anime le Comité unitaire pour la libération des prisonniers politiques (CULPP). Les actions du CULPP, combinées aux grèves de la faim des prisonniers, contribuent à la libération de nombreux militants d'Action directe en septembre 1981.
Entre 1981 et 1984, le groupe revendique de nombreux attentats ciblés, contre des magasins de luxe ou des sociétés américaines et israéliennes à la suite de l'invasion au Liban des troupes israéliennes, et commet plusieurs attaques à main armée. Durant cette période, l'action d'Hellyette Bess au sein du groupe aurait été celle d'agent de liaison et d'appui logistique. Elle loue des chambres, transporte de l'argent, récupère ou fabrique des faux-papiers, fait le lien avec les journalistes,. Elle « serait considérée comme un « élément modérateur » dans la mouvance d'Action directe », et opposée à la fusion avec la Fraction armée rouge allemande. Elle n'aurait pas participé directement aux actions violentes.
Elle est surnommée « la mamma » ou « la vechietta » (la vieille), parce qu'à plus de 50 ans, elle est sensiblement plus âgée que le reste du groupe,. D'après Fanny Bugnon, son traitement médiatique est fréquemment réalisé sous l'angle de la « figure quasi-maternelle dévouée » , dans une narration présentant les relations au sein d'Action comme celles d'une « famille déviante ».
En août 1982, elle est inculpée pour recel de trois fausses cartes d'identité, et après trois mois de détention provisoire, est finalement condamnée à 500 francs d'amende pour détention de faux documents administratifs. De nouveau interpellée en septembre 1983 en possession de 10 000 dollars, destinée d'après elle à une « caisse d'entraide aux prisonniers politiques », elle est inculpée pour détention irrégulière de titres, infraction à la réglementation sur les changes et recel qualifié.
Libérée en octobre 1983, elle fait l'objet d'une surveillance rapprochée et de filatures par la Brigade de recherches et d'intervention. Passée dans la clandestinité début 1984, elle est repérée à Strasbourg et suivie jusqu'au Pontet, à côté d'Avignon, où elle est arrêtée en compagnie de Régis Schleicher, le 15 mars 1984. Elle est placée en détention provisoire à la prison pour femmes de Fleury-Mérogis, et inculpée pour association de malfaiteurs, faux et usage de faux documents administratifs, recel de vol et de faux documents administratifs. Elle est donc incarcérée pendant la période où Action Directe évolue vers l'attentat aveugle, et pratique l'assassinat politique.

### Les années de prison et la condamnation
Incarcée, Hellyette Bess est soumise, comme la plupart des membres d'Action directe, à des conditions de détention très dures. Elle passe de longues périodes à l'isolement, et subit des « punitions par le son »[réf. nécessaire]. Elle participe aux révoltes de détenues à Fleury-Mérogis en 1984, et mène en septembre-octobre, une grève de la faim avec d'autres militants d'Action directe. Elle réclame notamment la reconnaissance de leur statut de prisonniers politiques et la suppression de l'isolement. Cette grève rebondit dans plusieurs établissements pénitentiaires. Elle écrit le texte Fleury brûle-t-elle, qui mêle un récit de cette période et des considérations sur la prison pour les femmes. Elle mène deux autres grèves de la faim, pour les mêmes motifs, en 1985 et 1987,.
Son procès pour association de malfaiteurs s'ouvre début 1988, avec celui de 19 autres membres d'Action directe. Le procureur requiert la peine maximale, soit 10 ans, mais contrairement aux autres membres du noyau dur, elle est finalement condamnée à 8 ans de prison. Le tribunal a retenu notamment « le "désaveu des attentats " exprimé en privé » à sa décharge. En juillet 1988, cette peine sera réduite à 6 ans en appel. Compte tenu de la durée de sa détention provisoire et des remises de peine, elle est libérée en janvier 1989 après cinq ans d'incarcération, avec une interdiction de séjour de cinq ans dans les régions parisienne, lyonnaise et marseillaise. Elle passe cette période d'exil en Avignon.

### Le soutien aux emprisonnés d'Action directe
Jugés par ailleurs pour les assassinats politiques et la fusillade de l'avenue Trudaine, Jean-Marc Rouillan, Nathalie Ménigon, Joëlle Aubron, Georges Cipriani et Régis Schleicher sont condamnés à la réclusion criminelle à perpétuité. À sa sortie de prison, Hellyette Bess impulse et organise le soutien à ses anciens camarades, aux côtés d'Alain Pojolat. Compte tenu de la distance prise par la totalité des organisations de gauche ou d’extrême-gauche avec Action directe, le relais médiatique est difficile à organiser. C'est sous l'angle de l'amélioration des conditions de détention que le comité de soutien parvient finalement à se faire entendre, avec un premier article dans Libération en 1998. En 1999, Hellyette Bess obtient un permis de visite pour Jean-Marc Rouillan. Elle collecte de l'argent pour permettre aux prisonniers de cantiner, tandis que Tardi et Siné réalisent des affiches pour relayer les campagnes de soutien.
Elle poursuit cette activité jusqu'au décès ou la libération de ses camarades, soit pendant plus de vingt ans. Le soutien aux emprisonnés apparaît comme un fil rouge de sa vie. Elle en parle ainsi : « Je me suis toujours occupée de ceux qui sont en prison ou en fuite, c'est la tâche que je me suis assignée. Même si je ne suis pas d'accord avec eux sur tout ce qu'ils ont fait, je les aide ». Elle apparaît à ce titre dans le documentaire Hôtel des longues peines, consacré aux femmes venant rendre visite aux prisonniers de la prison de Lannemezan.

### Réouverture du Jargon libre et activités récentes
Dans les années 1990, Hellyette Bess se rapproche des mouvements autonomes et participe notamment aux mobilisations de chômeurs des années 1990. En 2003, elle est condamnée à un an de prison avec sursis pour détention de faux-papiers, utilisés en  particulier pour collecter des fonds de soutien aux détenus.
Elle est amie avec Julien Coupat, rencontré à Jussieu lors de la mobilisation des chômeurs de 1998. Elle suit de près l'affaire de Tarnac et apporte son soutien aux inculpés.
Elle rouvre en 1994 Le Jargon libre, la librairie anarchiste créée en 1973 et fermée en 1984 sur décision judiciaire. Après plusieurs implantations en région parisienne, elle est actuellement située rue de la Mare, dans le quartier de Belleville. En l'absence d'autorisation de vente, il s'agit d'un lieu de consultation, fréquenté notamment par les militants libertaires et les étudiants. Il est financé par des actions de soutien, auxquelles s'associent entre autres Tardi et Dominique Grange.